# Батунь (посёлок)
Батунь — посёлок в составе Заводскослободского сельсовета Могилёвского района Могилёвской области Белоруссии.

## Географическое положение
Ближайшие населённые пункты: Жабин, Батунь (деревня).